# Richard T. Heffron
Richard T. Heffron (6 de octubre de 1930 – 27 de agosto de 2007) fue un director de cine y televisión estadounidense.
Trabajó en numerosas series de televisión como Los casos de Rockford o películas como I Will Fight No More Forever (1975), Futureworld (1976), Amor por sorpresa (Foolin' Around) (1980), y el personaje de Mike Hammer en el telefilm Yo, el jurado (I, the Jury), Pancho Barnes (1988) y Historia de una revolución (La révolution française) (1989). también dirigió la famosa miniserie Norte y Sur (North and South) pero no volvió a asumir la dirección de sus secuelas en 1986 y 1994.
Heffron también produjo y dirigió "La Noche del Dragón" (1965), una película de propaganda producida por la Agencia de Información de los Estados Unidos y narrada por Charlton Heston sobre el sur de Vietnam. Otra película que escribió y dirigió para la USIA fue "África Será" (1970), sobre los desafíos del desarrollo económico en el África posindependiente.